# دياركيسو (تريم)
'

تعديل مصدري - تعديل

دياركيسو هي إحدى قرى عزلة تريم بمديرية تريم التابعة لمحافظة حضرموت، بلغ تعداد سكانها 54 نسمة حسب تعداد اليمن لعام 2004.